# Peticano (tipografía)
Grado tipográfico que equivale a unos 26 puntos. Está entre los grados de Misal (que es menor) y Gran Canon. Es una letra típica de carteles.

### Trismegisto
Un grado mayor, raro, es el Trismegisto, equivalente a unos 32 puntos. Esteban Terreros lo daba por obsoleto en su Diccionario. Ni Caramuel ni Sigüenza y Vera lo mencionan.